# Beaussac
Beaussac foi uma comuna francesa na região administrativa da Nova Aquitânia, no departamento Dordonha. Estendia-se por uma área de 17,67 km². Em 2010 a comuna tinha 185 habitantes (densidade: 10,5 hab./km²).
Em 1 de janeiro de 2017, passou a formar parte da nova comuna de Mareuil en Périgord.